# نعلبکی بال‌دار
نعلبکی بال‌دار (ایتالیایی: Il disco volante) یک فیلم کمدی مستندنما به کارگردانی تینتو براس است که در سال ۱۹۶۴ منتشر شد.

## بازیگران
- آلبرتو سوردی
- سیلوانا مانگانو
- مونیکا ویتی
- الئونورا روسی دراگو
- گویدو چلانو
- اریکا بلانک
- لیانا دل بالتسو
- کارلو ماتسارلا
- ماریا تدسکی